# Olius
Olius är en kommun i Spanien.   Den ligger i provinsen Província de Lleida och regionen Katalonien, i den östra delen av landet, 500 km öster om huvudstaden Madrid. Antalet invånare är 881. Arean är 55 kvadratkilometer. Olius gränsar till Lladurs, Navès, Solsonès, Clariana de Cardener, Riner, Llobera, Pinell de Solsonès och Castellar de la Ribera. 
Terrängen i Olius är platt åt sydost, men åt nordväst är den kuperad.